# Belvosia chiesai
Belvosia chiesai là một loài ruồi trong họ Tachinidae.